# Ndola
Ndola ou Andola é uma cidade e um distrito da Zâmbia, localizados na província Copperbelt.
Situa-se ao norte da região central daquele país, próximo à fronteira com a República Democrática do Congo, encontrando-se a cerca de 300 quilômetros da capital, Lusaca.
No Século XIX, foi ponto de comércio de escravos.
Desde meados do século XX Ndola e suas cercanias formam uma das mais importantes regiões mineradoras (com destaque para o minério de cobre) e industriais da África Austral.